# Kabinett Shastri

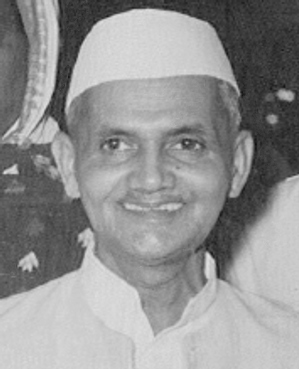
Premierminister Lal Bahadur Shastri

Das Kabinett Shastri wurde in Indien am 9. Juni 1964 durch Premierminister Lal Bahadur Shastri gebildet. Es löste das Kabinett Nehru IV ab und blieb bis zum 24. Januar 1966 im Amt, woraufhin es durch das Kabinett Indira Gandhi I abgelöst wurde. Nachdem Premierminister Shastri am 11. Januar 1966 im Amt verstorben war, führte Innenminister Gulzarilal Nanda die Amtsgeschäfte kommissarisch bis zum 24. Januar 1966 weiter.

## Minister
Dem Kabinett gehörten folgende Minister an:
| Amt                                           | Name                                                  | Partei | Beginn der Amtszeit                         | Ende der Amtszeit                              |
| --------------------------------------------- | ----------------------------------------------------- | ------ | ------------------------------------------- | ---------------------------------------------- |
| Premierminister                               | Lal Bahadur Shastri Gulzarilal Nanda (kommissarisch)  | INC    | 9. Juni 1964 11. Januar 1966                | 11. Januar 1966 24. Januar 1966                |
| Außenminister                                 | Lal Bahadur Shastri Sardar Swaran Singh               | INC    | 9. Juni 1964 20. Juli 1964                  | 20. Juli 1964 24. Januar 1966                  |
| Innenminister                                 | Gulzari Lal Nanda                                     | INC    | 9. Juni 1964                                | 24. Januar 1966                                |
| Finanzminister                                | T. T. Krishnamachari Sachindra Chaudhuri              | INC    | 9. Juni 1964 31. Dezember 1965              | 31. Dezember 1965 24. Januar 1966              |
| Ministerin für Information und Rundfunk       | Indira Gandhi                                         | INC    | 9. Juni 1964                                | 19. Januar 1966                                |
| Minister für Industrie und Versorgung         | Ram Subhag Singh H. C. Dasappa Tribhuvan Narain Singh | INC    | 9. Juni 1964 13. Juni 1964 30. Oktober 1964 | 13. Juni 1964 30. Oktober 1964 23. Januar 1966 |
| Eisenbahnminister                             | S. K. Patil                                           | INC    | 9. Juni 1964                                | 24. Januar 1966                                |
| Minister für Justiz und Kommunikation         | Ashoke Kumar Sen                                      | INC    | 9. Juni 1964                                | 23. Januar 1966                                |
| Kommunikationsminister                        | Satya Narayan Sinha                                   | INC    | 15. Juni 1964                               | 24. Januar 1966                                |
| Verteidigungsminister                         | Yeshwantrao Balwantrao Chavan                         | INC    | 9. Juni 1964                                | 24. Januar 1966                                |
| Minister für Stahl und Bergbau                | Neelam Sanjiva Reddy                                  | INC    | 9. Juni 1964                                | 23. Januar 1966                                |
| Minister für Ernährung und Landwirtschaft     | C. Subramaniam                                        | INC    | 9. Juni 1964                                | 24. Januar 1966                                |
| Minister für Erdöl und Chemikalien            | Humayun Kabir                                         | INC    | 9. Juni 1964                                | 23. Januar 1966                                |
| Minister für parlamentarische Angelegenheiten | Satya Narayan Sinha                                   | INC    | 9. Juni 1964                                | 24. Januar 1966                                |
| Minister für Zivilluftfahrt                   | Satya Narayan Sinha                                   | INC    | 9. Juni 1964                                | 15. Juni 1964                                  |
| Minister für Bewässerung und Energie          | H. C. Dasappa                                         | INC    | 9. Juni 1964                                | 20. Juli 1964                                  |
| Bildungsminister                              | Mahommedali Currim Chagla                             | INC    | 9. Juni 1964                                | 24. Januar 1966                                |
| Minister für Arbeit und Beschäftigung         | Damodaram Sanjivayya                                  | INC    | 9. Juni 1964                                | 23. Januar 1966                                |
| Minister für Rehabilitation                   | Mahavir Tyagi                                         | INC    | 9. Juni 1964                                | 13. Januar 1966                                |
| Attorney General                              | C. K. Daphtary                                        | INC    | 9. Juni 1964                                | 13. Januar 1966                                |